# Ulrich Brose
Ulrich Brose (* 1970) ist ein deutscher Ökologe und Professor für Biodiversitätstheorie an der Friedrich-Schiller-Universität Jena sowie am iDiv Halle-Jena-Leipzig.

## Leben und Wirken
Ulrich Brose promovierte 2001 an der Universität Potsdam. Sein Dissertationsthema lautete Artendiversität der Pflanzen- und Laufkäfergemeinschaften (Coleoptera, Carabidae) von Naßstellen auf mehreren räumlichen Skalenebenen. Darauf folgte eine dreijährige Post-Doktorand Tätigkeit an der San Francisco State University und am Rocky Mountains Biological Lab. Von 2004 bis 2010 wurde er im Rahmen des Emmy-Noether-Programms der Deutschen Forschungsgemeinschaft (DFG) als Nachwuchsgruppenleiter an der TU Darmstadt gefördert, wo seine Forschungsarbeit zur Stabilität und Struktur von Nahrungs-Netzwerken im Jahr 2008 mit dem Adolf-Messer Preis 2007 gewürdigt wurde. 2010 folgte Brose dem Ruf auf eine Heisenbergprofessur an die Universität Göttingen. 2015 wechselte er an die Universität Jena und das iDiv Halle-Jena-Leipzig (mit Arbeitsort in Leipzig). 2019 erhielt Brose den Thüringer Forschungspreis.
Seine Hauptforschungsinteressen sind Synökologie, Naturschutzbiologie, Konsumenten-Ressourcen Interaktionen und die Analyse komplexer Nahrungsnetze.

## Publikationen (Auswahl)
- E. L. Berlow, J. A. Dunne, N. D. Martinez, P. B. Stark, R. J. Williams, U. Brose: Simple prediction of interaction strengths in complex food webs. In: PNAS. Band 106, 2009, S. 187–191.
- U. Brose: Complex food webs prevent competitive exclusion among producer species. In: Proceedings of the Royal Society. Band B 275, 2008, S. 2507–2514.
- S. Otto, B. C. Rall, U. Brose: Allometric degree distributions facilitate food web stability. In: Nature. Band 450, 2007, S. 1226–1229.
- U. Brose, R. J. Williams, N. D. Martinez: Allometric scaling enhances stability in complex food webs. In: Ecology Letters. Band 9, 2006, S. 1228–1236.
- U. Brose, A. Ostling, K. Harrison, N. D. Martinez: Unified spatial scaling of species and their trophic interactions. In: Nature. Band 428, 2004, S. 167–171.